# Acetato de chumbo (II)
Acetato de chumbo (II), normalmente chamado simplesmente de acetato de chumbo, (também conhecido como "acetato de chumbo triidratado", "acetato de chumbo neutro", "acetato de chumbo normal" ou "sal de Saturno") é um sal orgânico sólido, branco e inodoro que é obtido pela dissolução de chumbo em ácido acético. Sua fórmula molecular é (CH3COO)2Pb.

## Propriedades
Com massa molecular 379,3 e densidade 2,55 a 20 °C, o acetato de chumbo (II) afunda na água. Ele também se mistura com esta substância, tendo solubilidade de 55,04 g/100 mL de água a 25 °C. Seu ponto de fusão é
de 75 °C, mas ele se decompõe antes de atingir o ponto de ebulição. Seu pH é maior que 7 (alcalino) e o acetato de chumbo (II) não reage com água, com materiais comuns e nem sofre polimerização.
Como qualquer composto de chumbo, o acetato de chumbo é altamente tóxico.

## Uso
Na Roma Antiga, devido à escassez de adoçantes além do mel, muitos ferviam suco de uva em potes de chumbo para a produção de um xarope de açúcar chamado sapa. Este era usado para adoçar o vinho e frutas. Existe a suspeita de que seu consumo excessivo tenha causado intoxicação, provocando insanidade e morte em várias figuras do Império Romano.